# Gimnasia y Esgrima La Plata
Gimnasia y Esgrima La Plata – argentyński klub sportowy z siedzibą w mieście La Plata.

## Osiągnięcia
- Mistrz Argentyny (1): 1929
- Wicemistrz Argentyny (7): 1913, 1924, Clausura 1994/95, Clausura 1995/96, Apertura 1998/99, Clausura 2001/02, Apertura 2005/06

## Historia
Klub został założony 3 czerwca 1887 i jest najstarszym klubem w pierwszej lidze argentyńskiej.
Klub był jednym z sieci klubów o nazwie Gimnasia y Esgrima (Gimnastyka i Fechtunek) utworzonych w Argentynie w końcu XIX w. W roku 1905 z klubu wydzielił się Estudiantes de La Plata, gdyż zarząd klubu w swych początkach nie zgadzał się by główną uprawianą dyscypliną był futbol.
W 1905 Gimansia rozpoczęła grę w trzeciej lidze, wówczas amatorskiej, a także w lidze drużyn do lat 17. Wkrótce klub wycofał się z rozgrywek aż do roku 1915, kiedy to wygrał Intermedia (drugą ligę). W roku 1929, a więc na krótko przed nastaniem ery futbolu profesjonalnego w Argentynie klub zdobył mistrzostwo kraju.

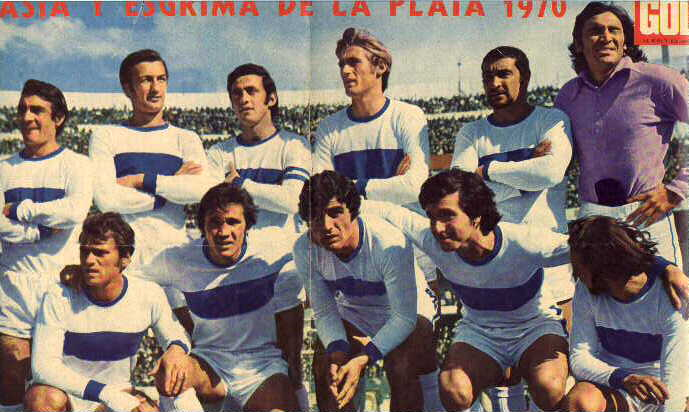
Drużyna Gimnasia y Esgrima La Plata w 1970

Gimnasia spadała do drugiej ligi w latach 1943, 1945, 1951 i 1979. Ostatnim razem klub wrócił do pierwszej ligi w roku 1985. Klub także został mistrzem drugiej ligi argentyńskiej w latach 1944, 1947 i 1952.
W roku 1995 Gimnasia zajęła drugie miejsce w turnieju Clausura, a w następnym roku powtórzyła ten wyczyn. W tym okresie drużynę prowadził weteran wśród trenerów – Carlos Timoteo Griguol.
Z powodu „systemu uśredniającego” (o spadku z ligi decyduje średnia liczba punktów na mecz z ostatnich trzech sezonów) stosowanego w Argentynie Gimnasia podczas turnieju Clausura 2005 bliska była spadku z pierwszej ligi, jednak dzięki znakomitej postawie w końcówce turnieju i drugiemu miejscu w turnieju Apertura 2005, udało się klubowi uniknąć tego nieszczęścia.
W następstwie wydarzeń które o mało nie doprowadziły do spadku na stanowisku trenera zespołu zatwierdzony został Pedro Troglio. W pierwszych meczach turnieju Clausura 2006 poziom gry prezentowany przez drużynę był nierówny, co w znacznej mierze można tłumaczyć odejściem dotychczasowego reżysera gry zespołu Lucasa Lobosa do  Cádiz CF Kadyks.

## Stadion
Stadion „Juan Carlos Zerrillo”, znany jako el Bosque (las, gdyż jest położony w parku La Plata o tej samej nazwie, w spacerowej odległości od boiska Estudiantes). Stadion może pomieścić 33000 widzów.
Pomimo że miasto La Plata wybudowało stadion miejski, zarówno Gimnasia, jak i Estudiantes wolą pozostać przy swoich własnych boiskach, chyba że oba zostałyby zamknięte ze względów bezpieczeństwa.
Przystępując do turnieju Clausura 2006 Gimnasia korzysta z nowego stadionu. Wielu wyraziło swoje niezadowolenie z tego faktu, a kibice protestowali nawet w miejskim ratuszu.

## Kibice
W mieście La Plata i jego okolicach kibice klubu Gimnasia wywodzą się z klasy pracującej, w odróżnieniu od zwolenników Estudiantes, którzy w większości pochodzą z klasy średniej. Bardzo wielu zwolenników klubu Gimnasia pochodzi z okolic miasta La Plata.
Kibice klubu sami siebie nazywają „la 22”, a to ze względu na ulicę 22. w La Plata, przy której mieszkają lub mieszkali najsłynniejsi spośród nich, szczególnie Marcelo Amuchástegui, znany jako Loco Fierro. Amuchástegui stał się szczególnie sławny po swym wyczynie, kiedy to na maszcie stadionu Boca Juniors „La Bombonera” powiesił 100-metrową flagę klubu Gimnasia. Zginął w Rosario zastrzelony przez tamtejszą policję w mrocznym epizodzie z 28 maja 1991 r.

## Przydomki
Gimnasia zwana jest el lobo (wilk), gdyż jej stadion leży wewnątrz bosque (lasu).
Inny przydomek brzmi mensanas i pochodzi z łacińskiego motto Mens sana in corpore sano (w zdrowym ciele zdrowy duch).
Przydomek triperos (operatorzy wnętrzności) pochodzi z faktu, że wielu kibiców klubu pracuje w przetwórniach mięsa w pobliżu Berisso.
Rywale zwą Gimnasia jako subcampeones (wicemistrzowie), gdyż ci pięciokrotnie byli wicemistrzami Argentyny w erze profesjonalnego futbolu. Pomimo tego Gimnasia wygrała amatorskie mistrzostwo w 1929 r., a także wygrała w 1994 oraz organizowany przez narodową federację piłkarską Centenario Cup.

## Rekordy
- Gimnasia dzierży rekord najszybciej strzelonej bramki w lidze argentyńskiej – Carlos Dantón Seppaquercia w meczu przeciwko drużynie  Huracán Buenos Aires 20 marca 1979 r. strzelił gola już w 5 sekundzie meczu.
- Gimnasia jest także pierwszym południowoamerykańskim zespołem który pokonał słynny  Real Madryt na jego własnym boisku. Zdarzyło się to w towarzyskim meczu 1 stycznia 1931. Mecz ten był jednym z całej serii spotkań jakie Gimnasia rozegrała na terenie Europy. Z Realem Gimnasia wygrała 3:2.

## Słynni gracze w historii klubu
- Diego Bayo (Paco)
- Alberto Beltrán (el Maestro cordobés)
- Pablo Bengoechea
- Ángel Berni
- Carlos Carrió (Charlie)
- William Castro (Pato)
- Julio César Cortés
- Leandro Cufré
- Walter Durso (el Loco)
- Claudio Enría (Caio)
- Hugo Orlando Gatti (el Loco)
- Andrés Guglielminpietro (Guly)
- Lucas Lobos
- Alberto José Márcico (Beto)
- Juan Carlos Masnik
- José Minella (Pepe)
- Delio Onnis (Tano)
- Santiago Ostolaza (Vasco)
- Jose Battle Perdomo
- Eliséo Prado (Cacho)
- Alfredo Rojas (el Tanque)
- Carlos Della Savia (el Maestro)
- Guillermo Barros Schelotto
- Roberto Carlos Sosa (Pampa król strzelców 1998)
- Pedro Troglio
- Francisco Varallo (Pancho)

## Aktualny skład

### Bramkarze
- Pablo Martín Bangardino
- Carlos Kletnicki
- Fernando Monetti

### Obrońcy
- Santiago Juan D. Gentiletti
- Héctor Daniel Romero
- Jorge Héctor San Esteban
- Federico Domínguez
- Cristian Piarrou
- Renato Civelli
- Abel Masuero
- Marcelo Cardozo
- Lucas Landa

### Pomocnicy
- Reinaldo Andrés Alderete
- Matías Leonardo Escobar
- Agustín Domenez
- Diego Villar
- Elvio Fredrich
- Mauricio Yedro
- Roberto Salvatierra
- Nicolás Medina
- Ignacio Piatti
- Álvaro Ormeño
- Luciano Aued
- Ignacio Oroná
- Juan Cuevas
- Jonathan Cháves

### Napastnicy
- Antonio Pierguidi
- Sergio Leal
- Luis Ignacio Quinteros
- Diego Alonso
- Juan Neira
- Néstor Martinena